# Tassin-la-Demi-Lune
Tassin-la-Demi-Lune ist eine südfranzösische Gemeinde mit 22.819 Einwohnern (Stand 1. Januar 2022) in der Métropole de Lyon in der Region Auvergne-Rhône-Alpes.

## Geographie
Tassin-la-Demi-Lune liegt in unmittelbarer Nähe zu Lyon am Fluss Yzeron.
Angrenzende Gemeinden sind:
- Charbonnières-les-Bains
- Écully
- Lyon
- Francheville
- Craponne
- Saint-Genis-les-Ollière
- Sainte-Consorce
- Marcy-l’Étoile

## Geschichte
980 wird der Ort erstmals urkundlich erwähnt. Seine Wurzeln reichen wie die Lyons in die frühe Zeit zurück. Hier wurde schon in den römischen Zeiten die Querung des Yzeron genutzt.
Das Château von Tassin erscheint in einer Urkunde von 1076.
Tassin-la-Demi-Lune war bis 2015 Hauptort (chef-lieu) des Kantons Tassin-la-Demi-Lune.

## Einwohnerentwicklung
Die Bevölkerung entwickelte sich wie folgt:
| Jahr                       | 1962   | 1968   | 1975   | 1982   | 1990   | 1999   | 2006   | 2011   |
| -------------------------- | ------ | ------ | ------ | ------ | ------ | ------ | ------ | ------ |
| Einwohner                  | 10.930 | 12.983 | 14.886 | 15.001 | 15.460 | 15.977 | 18.209 | 19.868 |
| Quellen: Cassini und INSEE |        |        |        |        |        |        |        |        |

## Verkehr
Am Bahnhof Tassin kreuzen sich die Bahnstrecken Lyon-Saint-Paul–Montbrison und Paray-le-Monial–Givors-Canal.

## Sehenswürdigkeiten
- Uhr
- Château de Grange blanche
- Kirche Saint-Claude
- Römisches Aquädukt de la Brévenne

## Persönlichkeiten
- Charles Depéret (1854–1929), Geologe und Paläontologe
- Anne Sylvestre (1934–2020), Liedermacherin
- Marie Chaix (* 1942), Schriftstellerin
- Anne Gastinel (* 1971), Cellistin
- Guillaume Lacour (* 1980), Fußballspieler (Verteidiger)
- Tiffany Fanjat (* 1981), Karateka, Weltmeisterin 2008, 2010, 2012
- Jérémy Berthod (* 1984), Fußballspieler (Verteidiger)
- Guillaume Joli (* 1985), Handballspieler
- Corinne Maîtrejean (* 1979), Florettfechterin, Weltmeisterin
- Yoann Lemoine (* 1983), Musiker und Regisseur

## Weblinks

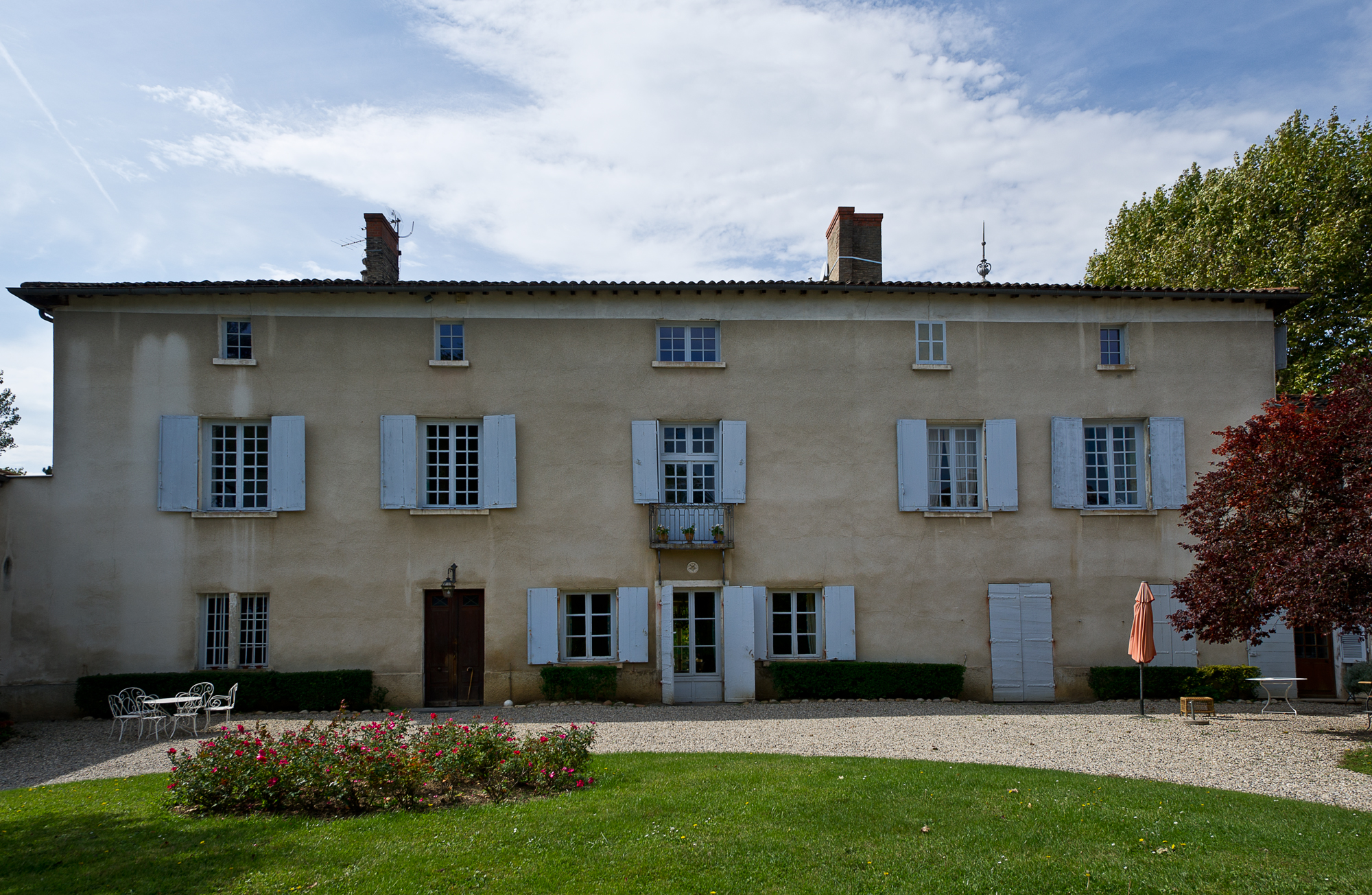
Haus von Charles Depéret